# 眨眼

眨眼

眨眼是眼瞼開合的動作。它能幫助淚水分泌，移除在結膜和角膜間的刺激物。每次眨眼平均需時約250毫秒。
緊張、強光、空氣濕度低、說謊、隱形眼鏡和疲累都會令人的眨眼次數增加。
有時，眨單眼是一種身體語言。

## 眨眼的類型
眨眼分為三種。

### 自發性眨眼
自發性眨眼發生在無外在刺激和內在嘗試的情況下。這種眨眼是在前運動腦幹（pre-motor brain stem）進行，無需有意識的努力，如呼吸和消化一樣。

### 反射性眨眼
反射性眨眼是對外部刺激的反應，如接觸到角膜或是有快速出現在眼睛前面的物體。反射性眨眼也不一定是有意識的眨眼，但確實比自發性眨眼快。反射性眨眼可能對觸覺刺激（如與角膜、睫毛、眼瞼皮、眉毛接觸）、光學刺激（如刺眼反射，或威脅反射）或聽覺刺激（如威脅反射）的反應，和妥瑞的反應。

### 自願性眨眼
自願性眨眼是有意識眨眼，用上了全部3個部分的眼輪匝肌。